# RIN-JIN
『RIN-JIN』（りんじん）は、日高万里による日本の漫画作品。

## 概要
『花とゆめ』にて1997年12号から同年17号まで連載された。単行本は花とゆめコミックスから全1巻。いずれも版元は白泉社。
作中に登場する学校は、クラスの呼び名が変わっており、男子が順に「紅（くれない）・翆（すい）・白（はく）・玄（しずか）・桜（さくら）」、女子が「朱（あけみ）・蒼（あおい）・紫（ゆかり）・黄（かつみ）・銀（しろがね）」である。

## あらすじ
家庭の事情で、両親と離れ一人暮らしをすることになった洋子。楽しい学校生活を夢見ていた洋子だが、男子と女子の校舎が別々で行き来も禁止という厳しい学校だった。更に、アパートでは妙な隣人2人に構われる。その2人は学校では超人気者で……。

## 登場人物
高橋 洋子（たかはし ようこ）
高校1年生。前の学校は女子校だったため、共学に憧れていた。涙もろい性格。いじめ甲斐のある性格が律に気に入られる。
田中 小太郎（たなか こたろう）
洋子のアパートの隣人。高校1年生。律と同居している。寡黙な性格だが可愛らしい顔にファンもいる。
佐藤 律（さとう りつ）
洋子のアパートの隣人。高校2年生。双子の姉・美雪と共にモデルをしており、自宅までファンが押しかけるほど人気がある。
杉浦 美穂（すぎうら みほ）
洋子のクラスの学級委員。情報屋を名乗り、校内で知らないことはないと言う。条件付きで様々な情報を提供する。

## その他
- 高橋洋子という名前は、作者の友人の本名が使われている。
- 律の双子の姉・美雪のモデルは、本作の連載当時、日高同様『花とゆめ』で執筆活動を行っていた漫画家の武藤啓である。
- 武藤の作品「やっちまったらごめんなさい」に登場する杉浦琢磨と、本作の杉浦美穂は兄妹という裏設定が日高と武藤の間であった。